# Leonard Trelawny Hobhouse

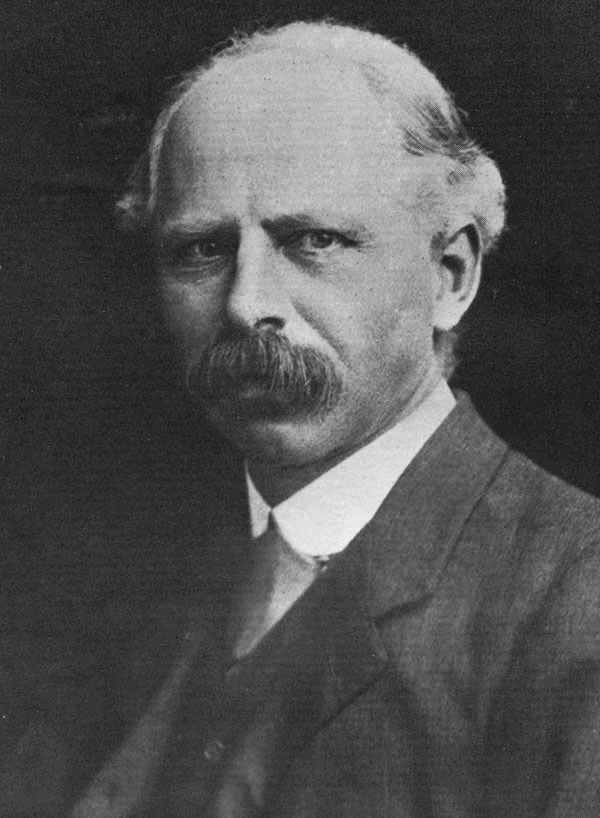
Leonard Trelawny Hobhouse.

Leonard Trelawny Hobhouse (St. Ives (Caradon), 8 september 1864 - Alençon (Frankrijk), 21 juni 1929) was een Brits liberaal politicus: een van de theoretici van het progressief liberalisme. Hij werkte als academicus en journalist. Hobhouse was de eerste hoogleraar sociologie op een Britse universiteit. Hij was de broer van de mensenrechtenactiviste Emily Hobhouse.

## Nieuw liberalisme
Hobhouse stond mede aan de basis van de 'nieuwe liberale beweging' rond de eeuwwisseling, geleid door mensen als Herbert Henry Asquith en David Lloyd George. Hij onderscheidde eigendom 'voor gebruik' en eigendom 'om de macht'. Hobhouse kwam ook met de theorie dat eigendom niet alleen door individuele inspanning is verworven, maar ook door maatschappelijke organisatie. Wat betekende dat 'eigenaren' een deel van hun succes 'verschuldigd' waren en dus een zekere verplichting aan de samenleving hadden. Hiermee leverde hij een theoretische rechtvaardiging voor een mate van herverdeling aan de hand van staatspensioenen. Hobhouse had niettemin weinig op met marxistisch socialisme en daarom beschreef hij zijn eigen standpunt als 'progressief liberalisme'.
Hobhouses werk omvat ook een positieve visie op het liberalisme, waarin het doel van vrijheid is dat individuen zichzelf kunnen ontwikkelen, niet alleen dat vrijheid een goede zaak op zichzelf is. Hobhouse zei dat dwang moet worden voorkomen. Niet omdat we dan geen oog hebben voor de welvaart van anderen, maar omdat dwang ineffectief is om hun zaak te verbeteren.

## Pro-vrijheid
Hobhouse verwierp klassiek-liberalisme, daarbij wijzend op het werk van andere liberalen die op hun beurt wezen op verschillende vormen van dwang die al bestonden in de samenleving, naast die van de regering. Daarom stelde hij voor dat de regering de factoren die tegen vrijheid werkten, moest controleren om deze te bevorderen.
Hobhouse was vaak teleurgesteld over het feit dat collega-collectivisten in Groot-Brittannië op dat moment vaak ook imperialistisch waren. Hobhouse was tegen de Tweede Boerenoorlog en had zijn bedenkingen over de Eerste Wereldoorlog. Hij was een internationalist en hekelde de manier waarop Britse regeringen indertijd de Britse nationale belangen najoegen.